# Johann Obiang
Johann Serge Obiang (ur. 5 lipca 1993 w Le Blanc) – gaboński piłkarz grający na pozycji lewego obrońcy. Od 2016 jest zawodnikiem klubu Troyes AC.

## Kariera klubowa
Swoją karierę piłkarską Obiang rozpoczął w klubie Ciron. W 2004 roku podjął treningi w LB Châteauroux. W 2012 roku awansował do pierwszego zespołu. 21 grudnia 2012 zadebiutował w jego barwach w rozgrywkach Ligue 2 w przegranym 0:1 wyjazdowym meczu z SM Caen. W sezonie 2013/2014 stał się podstawowym zawodnikiem swojego klubu. W sezonie 2014/2015 spadł z nim z Ligue 2 do Championnat National.
Latem 2016 przeszedł do drugoligowego Troyes AC. Zadebiutował w nim 5 sierpnia 2016 w przegranym 1:2 wyjazdowym meczu z AC Ajaccio. W sezonie 2016/2017 awansował z Troyes do Ligue 1, a w sezonie 2017/2018 spadł z nim do Ligue 2.
| Sezon   | Klub           | Kraj    | Rozgrywki            | Mecze | Gole |
| ------- | -------------- | ------- | -------------------- | ----- | ---- |
| 2012/13 | LB Châteauroux | Francja | Ligue 2              | 5     | 0    |
| 2013/14 | LB Châteauroux | Francja | Ligue 2              | 33    | 2    |
| 2014/15 | LB Châteauroux | Francja | Ligue 2              | 37    | 0    |
| 2015/16 | LB Châteauroux | Francja | Championnat National | 27    | 3    |
| 2016/17 | Troyes AC      | Francja | Ligue 2              | 23    | 0    |
| 2017/18 | Troyes AC      | Francja | Ligue 1              | 8     | 0    |
| 2018/19 | Troyes AC      | Francja | Ligue 2              |       |      |

## Kariera reprezentacyjna
W reprezentacji Gabonu Obiang zadebiutował 11 października 2014 roku w wygranym 2:0 meczu kwalifikacji do Pucharu Narodów Afryki 2015 z Burkina Faso. W 2015 roku został powołany do kadry na Puchar Narodów Afryki 2015. Rozegrał na nim trzy mecze: z Gwineą Równikową (0:2), z Kongiem (0:1) i z Burkina Faso (2:0).